# Хара-Усун
Хара́-Усу́н (бур. Хара уhан — «чёрная вода, река») — улус в Баргузинском районе Бурятии. Входит в сельское поселение «Баянгольское».

## География
Расположен на правобережье реки Ина (левый приток Баргузина), в 0,5 км от её русла, в 13 км к северо-западу от центра сельского поселения — улуса Баянгол.

## Население
| 2002 | 2010 |
| ---- | ---- |
| 175  | ↘127 |